# Vlak u snijegu (1976.)
Vlak u snijegu, hrvatski dugometražni film iz 1976. godine snimljen prema istoimenom romanu Mate Lovraka.
Film se snimao od 13. prosinca 1974. do 1976. godine. Većina glumaca u filmu bila su djeca iz područne škole u Cigleni, koja je tada bila dio Osnovne škole "Dr. Franko Vinter" u Bjelovaru (danas I. osnovna škola Bjelovar). Premijerno je prikazan u Bjelovaru 18. lipnja 1976. godine, 23. lipnja na 16. jugoslavenskom festivalu djeteta u Šibeniku, i na 23. Filmskom festivalu u Puli, gdje je osvojio nagradu publike "Jelen" kao prvi film za djecu koji je osvojio tu nagradu. Prikazan je i u inozemstvu u 30-ak država. 

## Mjesta snimanja
Glavne scene filma snimane su na željezničkoj pruzi Bjelovar – Kloštar Podravski u selu Grginac te u selu Tomaš kod Bjelovara (scene u školi i selu). Na pruzi u Grgincu snimljene su scene kada je vlak zapeo u snijegu. Te godine nije bilo snijega pa su uporabljeni topovi za snijeg s Planice u Sloveniji. Pri kraju snimanja snijeg je ipak počeo padati pa su neke scene snimljene i na pravom snijegu. Dio filma snimljen je u Zagrebu: u Zoološkom vrtu, na željezničkom Glavnom kolodvoru, na tržnici Dolac, uspinjači, HNK-u i tiskari. Dio filma snimljen je i na željezničkoj postaji Rovišće kod Bjelovara. 
Replika vlaka iz filma, postavljena je u Lovrakom centru u Velikom Grđevcu. Vlak koji danas prometuje na pruzi Bjelovar – Kloštar Podravski zove se "Mato Lovrak" po autoru ekraniziranog romana. 